# Lachtan (zahrada Kinských)
Socha Lachtan, nazývaná také socha Lachtana nebo plastika Lachtan, je bronzová plastika a vodní fontána lachtana od českého akademického sochaře Jana Laudy (1898–1959). Dílo je umístěné v horním jezírku v zahradě Kinských na Smíchově v Praze a zeměpisně patří do geomorfologického celku Pražská plošina.

## Historie a popis díla
Plastika Lachtan vznikla technikou lití bronzu v roce 1953 a reálně ztvárňuje lachana v charakteristickém postoji se zvednutou hlavou, kterému v letních měsících stříká z tlamy voda.
Originální dílo vzniklo v roce 1936 a je to poměrně populární Laudova plastika, jejíž další odlitky jsou kromě zahrady Kinských také v Ostravě, Brně, Praze-Řepích, Zbraslavi aj.

## Další informace
Rybník, ve kterém je plastika umístěna, je celoročně volně přístupný a vede kolem něj cyklostezka.

## Galerie

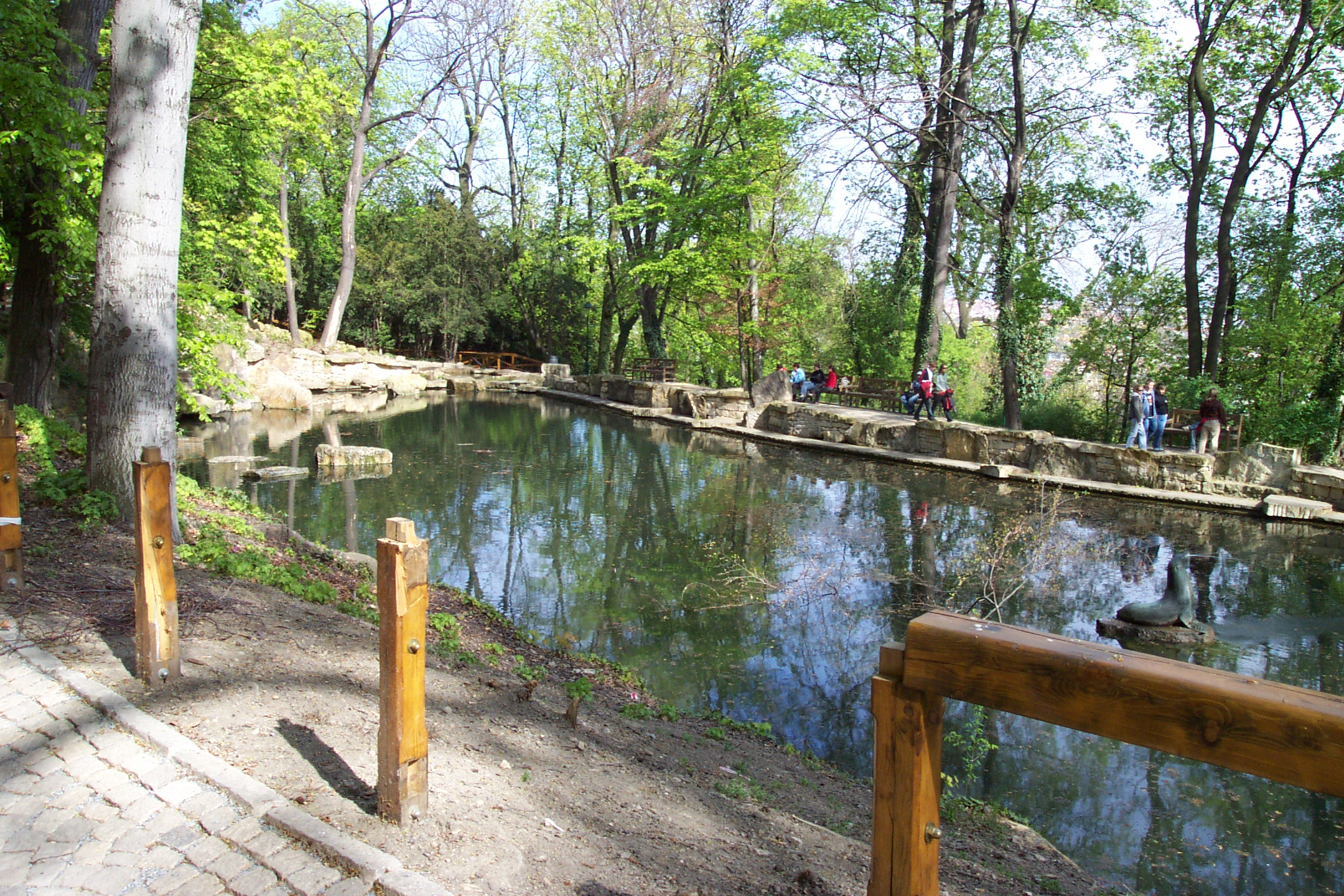
Umístění díla na Horním jezírku
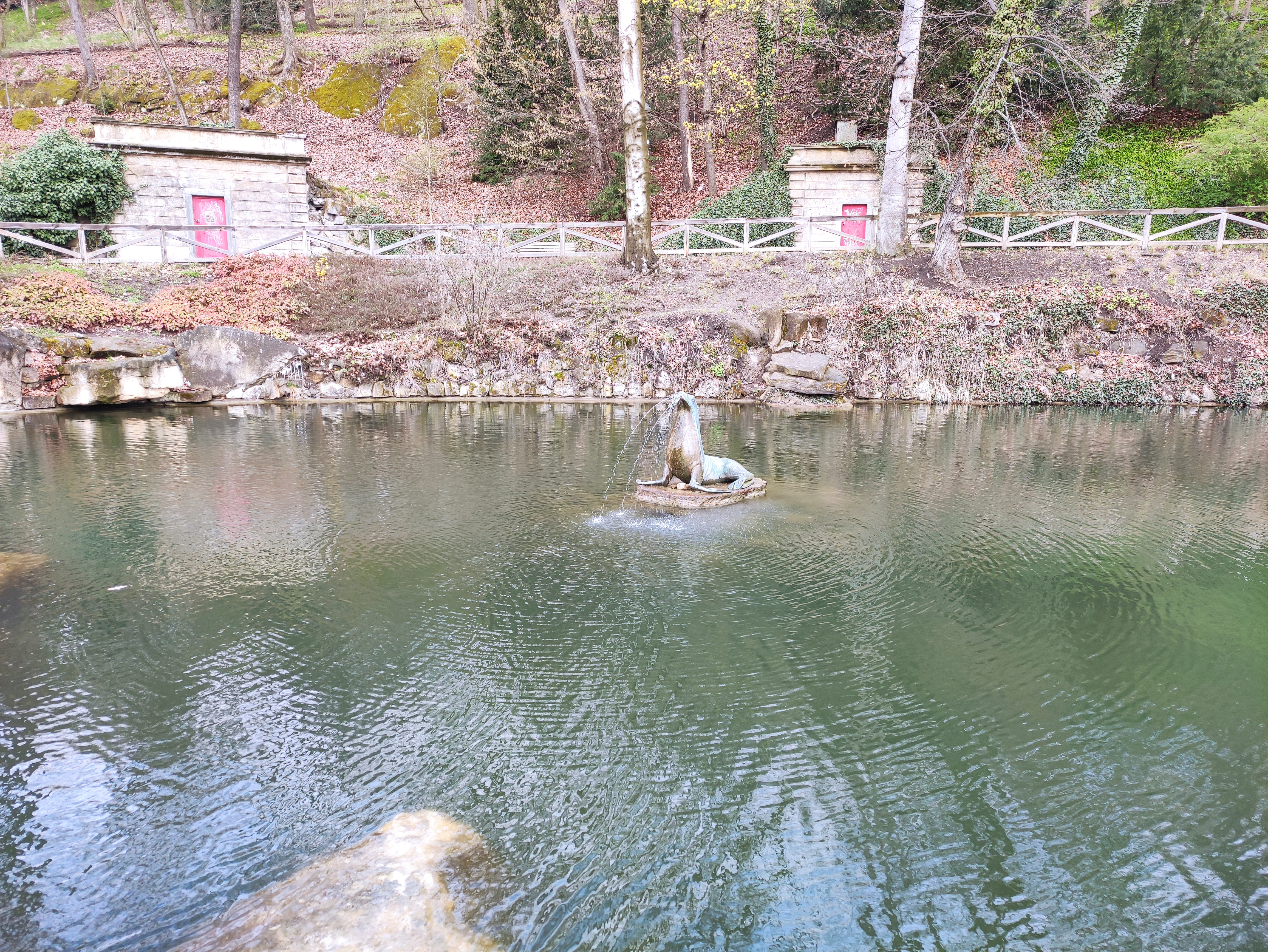
Umístění díla na Horním jezírku
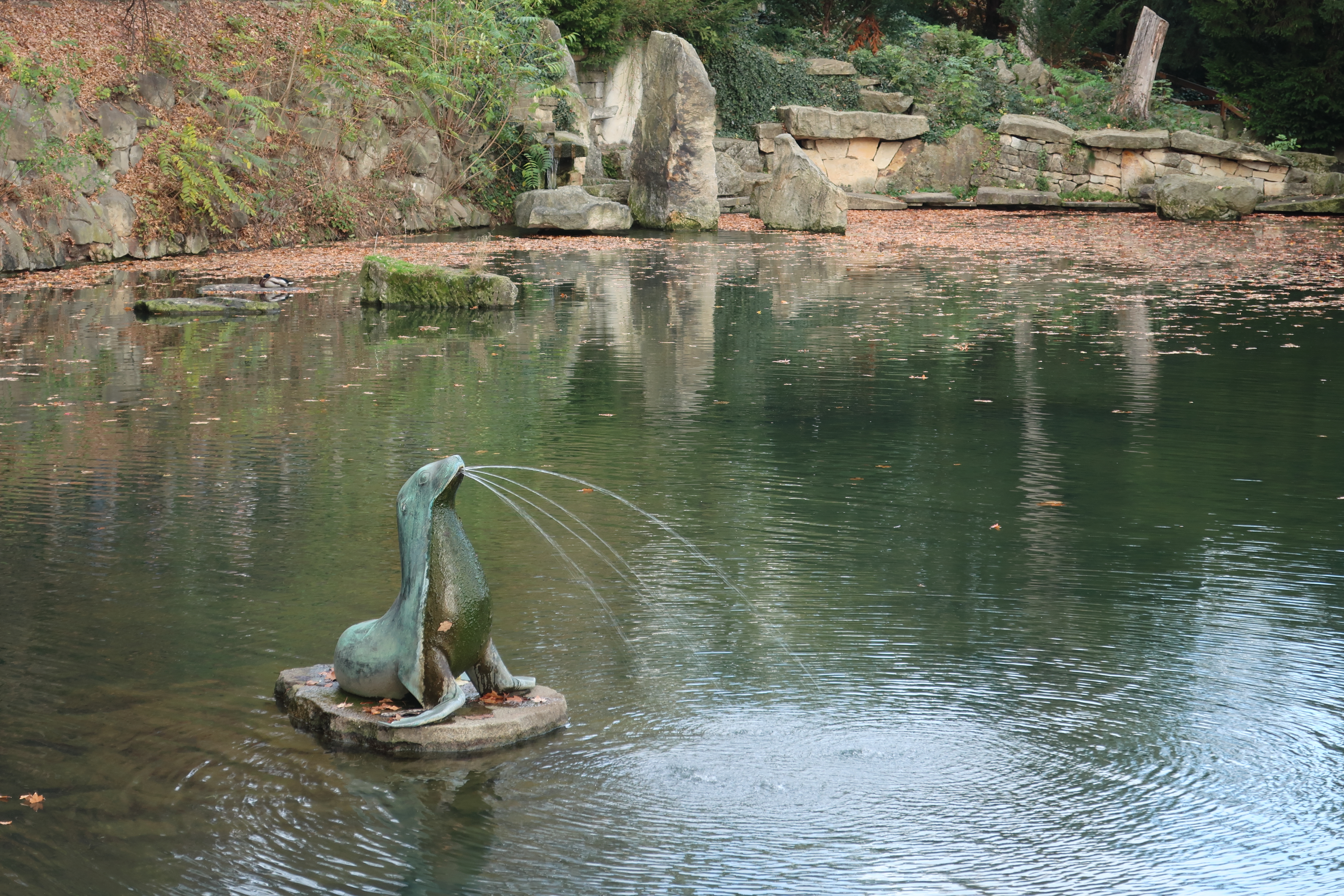
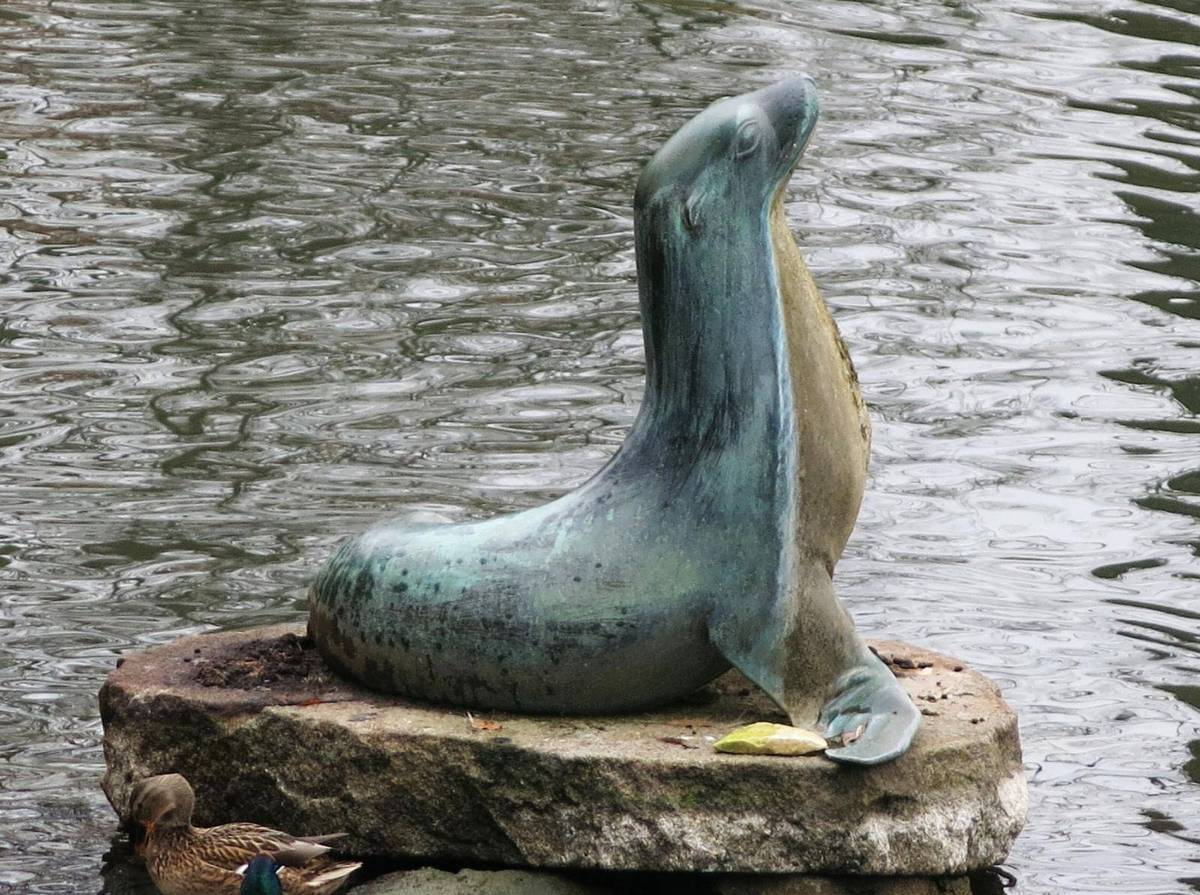
Detail díla